# Montfortcollege Rotselaar
Het Montfortcollege, soms afgekort tot MCR, is een katholieke middelbare school voor aso in Rotselaar, Vlaams-Brabant, opgericht door de Paters Montfortanen.

## Geschiedenis

### Oprichting en beginjaren
In 1922 begon pater Moors in Leuven met een Vlaamse school voor jongens, gebaseerd op de tradities van de Montfortanen in België. In 1927 werd, met de steun van een aantal welgestelde families uit de omgeving, door de congregatie een kasteel van de familie Moerinckx gekocht in Rotselaar, het Vrouwenpark. Dit domein bevond zich op de ruïnes van de voormalige cistercienzerinnenabdij Vrouwenpark. In 1928 begon het eerste schooljaar in het nieuwe gebouw met 28 leerlingen. De eerste directeurs waren allen paters. Lesgegeven werd er in die jaren zonder verwarming, stromend water en elektriciteit wegens het ontbreken van de nodige middelen om het oude kasteel te verbouwen. De leerlingen werden opgeleid met het idee van soberheid en de wens dat men zich aldus goed kon voorbereiden op het latere missionarisleven. De lessen, gegeven door paters, omvatten een Latijn-Griekse humaniora-opleiding die als een goede voorbereiding voor priesterkandidaten werd gezien. De klassen bevonden zich in het oude kasteelgebouw, het voormalige 17de-eeuwse abdissenhuis, alsook in het voormalige huis van de superviserende priester-cistercienzermonnik (foutief 'proosdijgebouw' genoemd) en de boerderij. In 1936 werd, door bijeengebrachte gelden van weldoeners, een grote aanbouw met trappenhuis aan het klooster toegevoegd. Leerlingen werden actief geworven door de paters die hiertoe per fiets in de zomervakantie door Brabant en Limburg trokken. De school stond gekend om haar elitaire maar democratisch karakter.

### Naoorlogse jaren
Na de Tweede Wereldoorlog werd de opleiding ook opengesteld voor jongens die geen priester wilden worden en zo werd het een algemenere middelbareschoolopleiding. Er werd een gebouw bijgebouwd, het Witte Paviljoen, waarin het voorbereidend jaar werd gegeven. De naam werd veranderd in het Montfortaans Seminarie. Leerlingen die na het behalen van hun diploma verder wilden studeren als priester, konden dan doorstromen naar het Montfortaans Grootseminarie in Oirschot in Nederland.
In de jaren vijftig en zestig werd er op het terrein verder gebouwd. Er kwam een kapel in 1954 en een nieuw lesblok, een nieuwe aula en de Nieuwe Proosdij (het verblijf voor de leerlingen van de twee hoogste jaren). Het lesprogramma werd verbreed en steeds meer leslokalen bleken nodig. In 1985 werd een heel nieuw schoolgebouw opgeleverd en was de transformatie tot het huidige Montfortcollege een feit: een open college met algemene vorming voor in die jaren 250 interne leerlingen. In 1989 werd de school opengesteld voor leerlingen die thuis bleven wonen en in 1993 mochten ook meisjes zich aanmelden als leerling, enkel nog als externen. De rol van de congregatie werd kleiner en in 1990 kwam er de eerste "lekendirecteur" voor de school en een voor het internaat.

### Huidige situatie
In 2001 telde de school 600 leerlingen en werd er een nieuw internaat gebouwd dat zowel voor jongens als meisjes toegankelijk werd. In 2011 waren er 750 leerlingen. In totaal hebben 71 paters en 56 broeders Montfortanen sinds de oprichting lesgegeven. Momenteel bestaat het huidige bestand aan leerkrachten uitsluitend uit leken. In totaal zijn er in de geschiedenis van de school 6 broeders en 64 priesters opgeleid. In 2009 waren er nog negen broeders en paters over in de huidige kloostergemeenschap. In 2014 volgden er 832 leerlingen les aan het college. In 2018 volgden er 896 leerlingen les aan het Montfortcollege, waarvan 176 in het eerste jaar. De school telde 85 leerkrachten. Sinds het overlijden van de laatste pater in maart 2019 zijn er nog enkel twee broeders over.

## Beschrijving
Het college is samen met het Montfortinternaat gevestigd op de campus "Het Onze-Lieve Vrouwenpark" aan de Aarschotsesteenweg te Rotselaar. De school vierde in 2003 haar 75-jarige bestaan. Het Montfortcollege werkt ook nauw samen met Sint-Angela te Tildonk. De richtingen die op school worden aangeboden zijn voornamelijk Latijn, Wetenschappen en Humane Wetenschappen. 

## Leerprogramma en organisatie
Het Montfortcollege maakt gebruik van een verkozen leerlingenraad met subcommissies die invloed heeft op de verschillende activiteiten. Een ouderraad vormt een brugfunctie tussen de leerlingen, leerkrachten en directie en adviseert en ondersteunt. Het Montfortcollege maakt gebruik van het elektronische platform Smartschool waarbij zowel leerlingen en ouders toegang hebben tot de digitale leeromgeving. Docenten plaatsen lesmateriaal op het leerplatform, gebruiken een digitaal agenda en elk leslokaal beschikt over een beamer en projectiescherm. Momenteel wordt het systeem ook gebruikt voor communicatie van en naar de ouders.